# Meccanica relativistica
In fisica, la meccanica relativistica si riferisce alla meccanica compatibile con i postulati della relatività ristretta e della relatività generale e che fornisce quindi una descrizione di un sistema di particelle o di un fluido nel caso in cui la velocità dei corpi in moto sia prossima a quella della luce c, senza considerare gli effetti della meccanica quantistica. La meccanica relativistica include in particolare le interazioni fra le particelle cariche e il campo elettromagnetico, in modo tale che nessuna particella possa muoversi a velocità superiori a quelle della luce.
Come per la meccanica classica, la meccanica relativistica può essere suddivisa fra la cinematica, che include la descrizione del moto in termini del vettore posizione e velocità, e la dinamica, che descrive le cause che modificano lo stato di moto e le leggi di conservazione, come quella dell'energia, della quantità di moto e del momento angolare. Sebbene alcuni concetti della meccanica classica non abbiano un equivalente relativistico, come il concetto di forza fra due corpi a distanza o il terzo principio della dinamica, alcuni principi restano validi dopo alcune importanti modifiche.
Ad esempio, la relatività ristretta impone un ripensamento del concetto di massa e una unificazione delle leggi di conservazione della quantità di moto e dell'energia in un unico principio. Inoltre, al contrario delle meccanica classica, il moto dei corpi non avviene nello spazio tridimensionale ma nello spazio-tempo quadridimensionale di Minkowski.

## Cinematica relativistica

### Quadriposizione
Nello spaziotempo di Minkowski, la posizione dei corpi è data da un quadrivettore {\displaystyle \mathbf {X} }, chiamato quadriposizione, che ha tre componenti spaziali e una temporale:
{\displaystyle \mathbf {X} =(x_{0},x_{1},x_{2},x_{3})}
ossia, dato che {\displaystyle x_{0}=ct},
{\displaystyle \mathbf {X} =(ct,\mathbf {x} )}
Nel linguaggio della meccanica relativistica, ogni evento corrisponde ad un punto nello spazio quadridimensionale di Minkowski, a livello intuitivo un fatto accaduto in un preciso luogo in un preciso istante. Passando da un sistema di riferimento inerziale ad un altro, le coordinate del quadrivettore {\displaystyle \mathbf {X} } cambiano secondo le trasformazioni di Lorentz, e diventa quindi impossibile separare lo spazio dal tempo come nella meccanica classica. Nonostante questo, le trasformazioni di Lorentz sono costruite in maniera tale da garantire che la norma di qualsiasi quadrivettore, definita a partire dalla metrica di Minkowski {\displaystyle \eta ^{\mu \nu }}
{\displaystyle X^{2}=\eta ^{\mu \nu }x_{\mu }x_{\nu }=x_{0}^{2}-x_{1}^{2}-x_{2}^{2}-x_{3}^{2}=c^{2}t^{2}-\mathbf {x} \cdot \mathbf {x} }
sia invariante e resti identica anche dopo un cambio di sistema di riferimento.
Una data trasformazione di Lorentz {\displaystyle \mathbf {\Lambda } } agente su di un quadrivettore {\displaystyle {\boldsymbol {\mathbf {X} }}} può essere definita da {\displaystyle 4\times 4=16} componenti {\displaystyle \Lambda _{\nu }^{\mu }},  che legano le nuove componenti del quadrivettore {\displaystyle X'_{\nu }} a quelle vecchie  {\displaystyle X_{\mu }} prima della trasformazione secondo
{\displaystyle X'_{\nu }=\Lambda _{\nu }^{\mu }X_{\mu }}.
L'invarianza della metrica {\displaystyle \eta ^{\mu \nu }} e della rispettiva norma si traduce nella condizione
{\displaystyle \eta ^{\mu \nu }=\Lambda _{\sigma }^{\mu }\Lambda _{\rho }^{\nu }\eta ^{\sigma \rho }}
sulle componenti {\displaystyle \Lambda _{\nu }^{\mu }}. L'insieme delle trasformazioni di Lorentz costituisce il gruppo di Lorentz che, assieme alle traslazioni nello spazio quadridimensionale, costituisce un sottogruppo del gruppo di Poincaré. L'invarianza della metrica di Minkowski garantisce che l'equazione delle onde elettromagnetiche
{\displaystyle {\frac {1}{c^{2}}}{\frac {\partial ^{2}}{\partial t^{2}}}u(x,t)-\sum _{i}{\frac {\partial ^{2}}{\partial x_{i}^{2}}}u(x,t)=\eta ^{\mu \nu }{\frac {\partial }{\partial X_{\mu }}}{\frac {\partial }{\partial X_{\nu }}}u(x,t)=0}
sia invariante, come richiesto dal principio di relatività ristretta. In questo modo, la velocità della luce resta la stessa per tutti i sistemi di riferimento inerziali. Infatti, dopo una trasformazione di Lorentz, l'equazione delle onde resta la stessa
{\displaystyle \eta ^{\mu \nu }{\frac {\partial }{\partial X_{\mu }'}}{\frac {\partial }{\partial X_{\nu }'}}u(x,t)=\Lambda _{\sigma }^{\mu }\Lambda _{\rho }^{\nu }\eta ^{\sigma \rho }{\frac {\partial }{\partial X_{\mu }}}{\frac {\partial }{\partial X_{\nu }}}u(x,t)=\eta ^{\mu \nu }{\frac {\partial }{\partial X_{\mu }}}{\frac {\partial }{\partial X_{\nu }}}u(x,t)=0},
ossia la velocità di propagazione delle onde elettromagnetiche è sempre uguale a {\displaystyle c}.

### Linea di universo

Una linea di universo percorsa da un corpo nello spaziotempo di Minkowski. Il corpo non può in nessun istante viaggiare più veloce della luce: la tangente alla curva in ogni punto è quindi sempre un vettore tempo.

Ogni corpo, così come ogni osservatore, descrive una traiettoria nello spaziotempo quadrimensionale, in cui ad ogni punto della curva corrisponde ad una posizione del corpo {\displaystyle \mathbf {x} } nello spazio in un dato istante {\displaystyle t}. La traiettoria nello spaziotempo quadridimensionale può essere definita matematicamente da quattro funzioni {\displaystyle X_{\mu }(\tau )}, dove {\displaystyle \tau } è un parametro. Dal punto di vista geometrico, il parametro {\displaystyle \tau } ha un ruolo simile nella fisica classica a quello del tempo nel parametrizzare le traiettorie seguite dai corpi nello spazio tridimensionale. Nella meccanica relativistica tuttavia il tempo è una coordinata al pari di quelle spaziali, e il parametro {\displaystyle \tau } non ha necessariamente un legame con la coordinata temporale {\displaystyle x_{0}}. Una parametrizzazione comunemente utilizzata in meccanica relativistica è data dal tempo proprio.
In ogni punto {\displaystyle \mathbf {X} } di una linea d'universo è possibile introdurre il cono-luce, definito come l'insieme dei punti dello spaziotempo che hanno una distanza nulla da {\displaystyle \mathbf {X} }, ossia i punti {\displaystyle \mathbf {X} '} per cui
{\displaystyle (\Delta S)^{2}=\eta ^{\mu \nu }(x-x')_{\mu }(x-x')_{\nu }=0},
ossia
{\displaystyle c^{2}(t-t')^{2}-(x_{1}-x_{1}')^{2}-(x_{2}-x_{2}')^{2}-(x_{3}-x_{3}')^{2}=0}.
Questa equazione definisce una sfera tridimensionale per ogni distanza temporale {\displaystyle (t-t')^{2}}, il cui raggio {\displaystyle c|t-t'|} aumenta al crescere della distanza temporale stessa. In altri termini, l'equazione {\displaystyle (\Delta S)^{2}=0} descrive effettimente un cono nello spaziotempo quadridimensionale. Dato che nessun corpo può muoversi a velocità superiori a quella della luce, tutti i punti passati e futuri della linea di universo devono trovarsi all'interno del cono-luce.

### Tempo proprio
Il tempo proprio {\displaystyle \tau } è il tempo misurato in un sistema di riferimento solidale con il fenomeno di cui si misura la durata, ossia in termini formali il tempo misurato da un orologio che segue una linea di universo.
Dati due punti su una curva {\displaystyle \sigma }, la loro distanza al quadrato nello spaziotempo è uguale a
{\displaystyle (\Delta s)^{2}=(\Delta x_{0})^{2}-(\Delta x_{1})^{2}-(\Delta x_{2})^{2}-(\Delta x_{3})^{2}=(\Delta x_{0})^{2}-\sum _{i}(\Delta x_{i})^{2}};
sicché quando {\displaystyle \sum _{i}(\Delta x_{i})^{2}=0}, ossia quando la linea di universo è percorsa da un osservatore solidale, si ha per definizione
{\displaystyle (\Delta s)^{2}=(\Delta x_{0})^{2}=c^{2}(\Delta t)^{2}=c^{2}(\Delta \tau )^{2}}.
Passando ai differenziali, si può spezzettare la curva in numerosi intervalli infinitesimi, in ciascuno dei quali
{\displaystyle ds^{2}=c^{2}dt^{2}-\sum _{i}dx_{i}^{2}=c^{2}(d\tau )^{2}}.
Assumendo che la distanza fra i due punti sia di tipo tempo ({\displaystyle \Delta s>0}), è possibile prendere la radice quadrata ad ambo i membri per ottenere la variazione del tempo proprio come
{\displaystyle d\tau =(ds)/c}.
Integrando ambo i membri, l'intervallo trascorso di tempo proprio è dato effettivamente dalla lunghezza d'arco della curva {\displaystyle \sigma }
{\displaystyle \tau ^{1}-\tau ^{0}=\int _{\sigma }{\frac {ds}{c}}={\frac {1}{c}}\int _{\sigma }{\sqrt {ds^{2}}}=\int _{\sigma }dt{\sqrt {1-\sum _{i}{\frac {1}{c^{2}}}{\frac {d\mathbf {x} _{i}}{dt}}^{2}}}=\int _{\sigma }{\frac {dt}{\gamma (\mathbf {v} (t))}}}
dove {\displaystyle {\gamma }(\mathbf {v} )} è il fattore di Lorentz:
{\displaystyle \gamma (\mathbf {v} )={\frac {1}{\sqrt {1-\mathbf {v} \cdot \mathbf {v} /c^{2}}}}\,\rightleftharpoons \,\gamma (v)={\frac {1}{\sqrt {1-(v/c)^{2}}}}}
mentre il trivettore velocità è definito come {\displaystyle \mathbf {v} ={\frac {d\mathbf {x} }{dt}}}.
Mentre la coordinata temporale {\displaystyle t} dipende dal sistema di riferimento, il tempo proprio, essendo l'integrale della lunghezza d'arco {\displaystyle ds}, è un invariante relativistico, che può quindi essere utile per parametrizzare una linea di universo.

### Quadrivelocità
La quadrivelocità relativistica, che è il quadrivettore rappresentante la velocità nella teoria della relatività, è definita come:
{\displaystyle {\boldsymbol {\mathbf {U} }}={\frac {d{\boldsymbol {\mathbf {X} }}}{d\tau }}=\left(c{\frac {dt}{d\tau }},{\frac {d\mathbf {x} }{d\tau }}\right)}
dove, {\displaystyle {\tau }} è il tempo proprio del percorso seguito da una particella nello spaziotempo, la linea di universo. La quadrivelocità è quindi un vettore tangente alla linea di universo in un dato punto. La derivata del tempo proprio rispetto alla coordinata temporale t vale:
{\displaystyle {\frac {d\tau }{dt}}={\frac {1}{\gamma (\mathbf {v} )}}}
da cui segue che la quadrivelocità è il quadrivettore:
{\displaystyle {\boldsymbol {\mathbf {U} }}=\gamma (\mathbf {v} )(c,\mathbf {v} )}
Le ultime tre componenti corrispondono alla velocità classica tridimensionale nel limite in cui il fattore di Lorentz tende ad uno, {\displaystyle {\gamma }(\mathbf {v} )\rightarrow 1}, cioè nel limite di basse velocità {\displaystyle v\ll c}.
La norma del vettore quadrivelocità è una costante uguale alla velocità della luce. Infatti:
{\displaystyle X^{2}=X^{\mu }X^{\nu }\eta _{\mu \nu }=\gamma (\mathbf {v} )^{2}(c^{2}-\mathbf {v} \cdot \mathbf {v} )={\frac {c^{2}-\mathbf {v} \cdot \mathbf {v} }{1-\mathbf {v} \cdot \mathbf {v} /c^{2}}}=c^{2}}.
La definizione della quadrivelocità come derivata rispetto al tempo proprio ha come conseguenza che le proprietà di trasformazione di {\displaystyle {\boldsymbol {\mathbf {U} }}} siano di tipo tensoriale. Data una trasformazione di Lorentz {\displaystyle \Lambda _{\nu }^{\mu }}, le coordinate della quadrivelocità si trasformano come
{\displaystyle U_{\nu }'=\Lambda _{\nu }^{\mu }U_{\mu }}.
Invece, la velocità usuale {\displaystyle \mathbf {v} ={\frac {d\mathbf {x} }{dt}}} non si trasforma semplicemente come un vettore per via del fatto che sia le coordinate spaziali che quella temporale cambiano dopo una trasformazione di Lorentz (la coordinata temporale, al contrario del tempo proprio, non è un invariante di Lorentz).

## Dinamica relativistica

### Energia relativistica e quantità di moto
Il quadrimpulso di un corpo può essere definito a partire dalla quadrivelocità {\displaystyle {\boldsymbol {\mathbf {U} }}} come:
{\displaystyle {\boldsymbol {\mathbf {P} }}=m{\boldsymbol {\mathbf {U} }}=(m\gamma (\mathbf {v} )c,m\gamma (\mathbf {v} )\mathbf {v} )}
Il quadrimpulso così definito è uguale alla massa moltiplicata per la quadrivelocità,
in modo tale che {\displaystyle {\boldsymbol {\mathbf {P} }}} rappresenti effettivamente il corrispettivo della quantità di moto della meccanica classica, che è dato invece dalla massa moltiplicata per il trivettore velocità.
La componente temporale del quadrimpulso può essere identificata con l'energia, a meno di una costante dimensionale uguale alla velocità della luce:
{\displaystyle {\boldsymbol {\mathbf {P} }}=(E/c,\mathbf {p} )}
In ciascun sistema chiuso il quadrimomento è conservato. In questo modo le due leggi di conservazione della quantità di moto e dell'energia sono unificate in una unica legge di conservazione del quadrimpulso, che, analogamente alla meccanica classica, afferma dal punto di vista fisico l'invarianza delle leggi della natura per traslazioni nello spaziotempo di Minkowski, in base al teorema di Noether; o, in maniera equivalente, l'assenza di un sistema di riferimento assoluto.
In meccanica relativistica, l'energia è infatti uguale a
{\displaystyle E=\gamma (\mathbf {v} )mc^{2}}
mentre la quantità di moto tridimensionale è
{\displaystyle \mathbf {p} =\gamma (\mathbf {v} )m\mathbf {v} }.
Nel limite di basse velocità {\displaystyle v\ll c} si ha che
{\displaystyle E={\frac {mc^{2}}{\sqrt {1-{\frac {v^{2}}{c^{2}}}}}}\simeq mc^{2}+{\frac {1}{2}}mv^{2}}
L'energia di un corpo è quindi in questo limite uguale all'energia cinetica classica più un contributo non proporzionale alla velocità uguale a {\displaystyle mc^{2}}. L'esistenza di questo termine ha avuto importanti conseguenze storiche e fisiche negli sviluppi della teoria della relatività.
La norma quadra del quadrimpulso {\displaystyle P^{2}}, così come quella di ogni quadrivettore, è un invariante relativistico, cioè assume lo stesso valore in tutti i sistemi di riferimento. Questo invariante è proporzionale alla massa al quadrato
{\displaystyle P^{2}=E^{2}/c^{2}-\mathbf {p} \cdot \mathbf {p} =m^{2}c^{2}}
Infatti, a partire dalla definizione di quadrimpulso, si ha
{\displaystyle P^{2}=m^{2}\gamma (\mathbf {v} )^{2}(c^{2}-\mathbf {v} \cdot \mathbf {v} )=m^{2}{\frac {c^{2}-\mathbf {v} \cdot \mathbf {v} }{1-{\frac {\mathbf {v} \cdot \mathbf {v} }{c^{2}}}}}=m^{2}c^{2}}
La relazione ricavata riorganizzando i termini della norma al quadrato del quadrimpulso:
{\displaystyle E^{2}=\left(mc^{2}\right)^{2}+(pc)^{2}}
lega fra loro l'energia, la massa e la quantità di moto, ed è da confrontarsi con la corrispondente energia cinetica classica:
{\displaystyle E={\frac {1}{2m}}p^{2}={\frac {1}{2}}mv^{2}}.
La stessa relazione relativistica può essere utilizzata per definire la massa invariante di un qualsiasi sistema composto anche da più corpi come
{\displaystyle m={\sqrt {{\frac {E_{\textrm {tot}}^{2}}{c^{4}}}-{\frac {\mathbf {p} _{\textrm {tot}}\cdot \mathbf {p} _{\textrm {tot}}}{c^{2}}}}}}
dove {\displaystyle E_{\textrm {tot}}} e {\displaystyle \mathbf {p} _{\textrm {tot}}} denotano rispettivamente l'energia e il momento totale del sistema stesso. A causa dell'equazione E=mc², della dinamica relativistica e dell'energia di legame, la massa totale di un sistema non è uguale alla somma delle masse delle sue componenti considerate individualmente.

### Massa invariante e massa relativistica
La massa di un corpo è definita nelle formulazioni moderne della teoria della relatività a partire dal modulo del quadrivettore energia-impulso {\displaystyle {\boldsymbol {\mathbf {P} }}}. Per questo motivo questa massa è chiamata massa invariante, per una particella nel suo sistema di riferimento questa massa coincide con la massa a riposo, denominata talvolta {\displaystyle m_{0}}.
Storicamente, si introduce anche una massa relativistica, definita come
{\displaystyle m_{\textrm {rel}}=\gamma (\mathbf {v} )m={\frac {m}{\sqrt {1-{\frac {\mathbf {v} \cdot \mathbf {v} }{c^{2}}}}}}}
La massa relativistica non è invariante e dipende dalla velocità del corpo. Quando questa si avvicina alla velocità della luce {\displaystyle m_{\textrm {rel}}} diverge ad infinito, spiegando intuitivamente la ragione per cui è impossibile accelerare un corpo massivo fino alla velocità della luce. Tuttavia il concetto di massa relativistica risulta antiquato, nelle formulazioni moderne della relatività ristretta si preferisce definire la massa come una grandezza invariante lasciandola scollegata e differente dall'inerzia di un corpo, che invece misura la difficoltà ad accelerarlo.

### Equivalenza massa-energia
In un sistema di riferimento in cui un corpo non sia in moto, dove cioè {\displaystyle \mathbf {p} =0}, l'equazione
{\displaystyle E^{2}=\left(mc^{2}\right)^{2}+(pc)^{2}}
si semplifica a
{\displaystyle E_{0}=mc^{2}},
dove il pedice in {\displaystyle E_{0}} è stato aggiunto per sottolineare che si tratta dell'energia a riposo di un corpo. Questa equazione permette di stabilire l'equivalenza fra massa e energia.
Nella meccanica relativistica la massa invariante totale di un sistema non è proporzionale alla somma delle masse dei suoi costituenti. Nella dinamica di un qualsiasi sistema in interazione saranno conservate le componenti del quadrimpulso (l'energia e la quantità di moto totali), ma questo non implica che sia conservata la massa delle componenti del sistema. Nel decadimento nucleare, ad esempio, la massa dell'atomo instabile non è uguale alla somma delle masse dei prodotti di decadimento. In questo senso è possibile parlare di conversione di massa in energia, principio alla base delle reazioni nucleari.

### Forza
In ambito relativistico, soprattutto nella relatività generale, le interazioni sono descritte in termini delle teorie di campo, che specificano localmente il tipo di dinamica seguita ad esempio dal campo elettromagnetico, da un campo di materia o dalla curvatura dello spaziotempo. Il concetto di forza non ha perciò più alcuna posizione rilevante nella formulazione della teoria, ma in relatività ristretta è comunque possibile formulare un concetto analogo a partire dal quadrimpulso.
L'equivalente della seconda legge della dinamica nella meccanica relativistica può essere definito dall'equazione
{\displaystyle {\boldsymbol {\mathbf {F} }}={\frac {d{\boldsymbol {\mathbf {P} }}}{d\tau }}}
che afferma che la quadriforza esercitata su di una particella è uguale alla derivata del suo quadrimpulso rispetto al tempo proprio. Questa definizione è compatibile con il fatto che su un sistema isolato, su cui non agisce nessuna forza, il quadrimpulso è una grandezza conservata.
Seguendo gli stessi passaggi usati per scambiare la derivazione rispetto al tempo proprio con quella rispetto alla coordinata temporale nella sezione relativa alla quadrivelocità, dopo aver diviso ambo i membri per il fattore di Lorentz
{\displaystyle {\frac {1}{\gamma }}{\boldsymbol {\mathbf {F} }}={\frac {1}{\gamma }}{\frac {d{\boldsymbol {\mathbf {P} }}}{d\tau }}},
le componenti spaziali della quadriforza descrivono la legge
{\displaystyle {\boldsymbol {\mathbf {f} }}={\frac {d{\boldsymbol {\mathbf {p} }}}{dt}}={\frac {d}{dt}}\left\{\gamma (\mathbf {v} )m{\boldsymbol {\mathbf {v} }}\right\}}
dove si è posto {\displaystyle {\boldsymbol {\mathbf {F} }}/\gamma (\mathbf {v} )=(F_{0}/\gamma (\mathbf {v} ),{\boldsymbol {\mathbf {f} }})}. La componente temporale
{\displaystyle {\frac {dP^{0}}{dt}}={\frac {1}{c}}{\frac {dE}{dt}}={\frac {F^{0}}{\gamma (\mathbf {v} )}}}
è l'analogo relativistico della potenza.

#### Forza di Lorentz
Considerando per esempio l'interazione elettromagnetica, la forza di Lorentz diviene nel formalismo relativistico:
{\displaystyle {\frac {dP_{\mu }}{d\tau }}=qF_{\mu \nu }U^{\nu }},
essendo {\displaystyle q} la carica elettrica del corpo in moto. Per rappresentare correttamente la quadriforza si è introdotto il tensore elettromagnetico {\displaystyle F^{\mu \nu }} definito a partire dal quadripotenziale {\displaystyle A_{\mu }(x)} come
{\displaystyle F_{\mu \nu }=\partial _{\mu }A_{\nu }(x)-\partial _{\nu }A_{\mu }(x)}.
Esplicitamente, in termini del campo elettrico {\displaystyle E_{i}} e magnetico {\displaystyle B_{i}}, le componenti di {\displaystyle F_{\mu \nu }} sono
{\displaystyle F_{\mu \nu }={\begin{bmatrix}0&E_{x}/c&E_{y}/c&E_{z}/c\\-E_{x}/c&0&-B_{z}&B_{y}\\-E_{y}/c&B_{z}&0&-B_{x}\\-E_{z}/c&-B_{y}&B_{x}&0\end{bmatrix}}}.
Le componenti spaziali della quadriforza, dividendo ad ambo i membri per il fattore di Lorentz, sono uguali a
{\displaystyle {\frac {1}{\gamma }}{\frac {dp_{i}}{d\tau }}=qF_{i\nu }{\frac {1}{\gamma }}U^{\nu }},
ossia
{\displaystyle {\frac {dp_{i}}{dt}}={\frac {d(m\gamma v_{i})}{dt}}=qF_{ij}v^{j}+qF^{i0}c=q(E_{i}+F_{ij}v^{j})}.
Espandendo i termini spaziali si trova l'espressione dell'analogo relativistico della forza di Lorentz:
{\displaystyle {\frac {d(m\gamma {\boldsymbol {\mathbf {v} }})}{dt}}=q({\boldsymbol {\mathbf {E} }}+v\wedge {\boldsymbol {\mathbf {B} }})}.

### Momento angolare relativistico
Il momento angolare, al contrario della meccanica classica dove può essere rappresentato da uno pseudovettore tridimensionale, in meccanica relativistica non può essere scritto semplicemente come un quadrivettore. Per poter giungere alla corretta espressione relativistica, si può osservare che le tre componenti del momento angolare classico:
{\displaystyle {\begin{aligned}L_{x}&=yp_{z}-zp_{y}\,,\\L_{y}&=zp_{x}-xp_{z}\,,\\L_{z}&=xp_{y}-yp_{x}\,.\end{aligned}}}
possono essere espresse da un tensore antisimmetrico
{\displaystyle L_{ij}=x_{i}p_{j}-x_{j}p_{i}=\mathbf {x} \wedge \mathbf {p} ={\begin{pmatrix}0&L_{z}&-L_{y}\\-L_{z}&0&L_{x}\\L_{y}&-L_{x}&0\end{pmatrix}}}.
In modo analogo si può definire il momento angolare relativistico come il tensore antisimmetrico
{\displaystyle M_{\mu \nu }=X_{\mu }P_{\nu }-X_{\nu }P_{\mu }},
che ha in tutto sei componenti libere. Le tre componenti spaziali libere {\displaystyle M_{12}}, {\displaystyle M_{13}} e {\displaystyle M_{23}}, si riducono nel limite di basse velocità alle componenti del momento angolare classico {\displaystyle L_{ij}}. Le componenti con un indice temporale invece sono uguali a
{\displaystyle M_{0i}=x_{0}p_{i}-x_{i}p_{0}=ctp_{i}-x_{i}{\frac {E}{c}}}.
Il momento angolare relativistico totale è una grandezza conservata, che unisce le leggi di conservazione del momento angolare classico con quelle che esprimono il fatto che il centro di massa di un sistema si muova di moto rettilineo uniforme. La conservazione del momento angolare relativistico è una conseguenza della conservazione del quadrimpulso, dato che
{\displaystyle {\frac {d}{d\tau }}M_{\mu \nu }={\frac {dX_{\mu }}{d\tau }}P_{\nu }+X_{\mu }{\frac {dP_{\nu }}{d\tau }}-{\frac {dX_{\nu }}{d\tau }}P_{\mu }-X_{\nu }{\frac {dP_{\mu }}{d\tau }}=X_{\mu }{\frac {dP_{\nu }}{d\tau }}-X_{\nu }{\frac {dP_{\mu }}{d\tau }}},
e se
{\displaystyle {\frac {d}{d\tau }}\mathbf {P} =0},
allora
{\displaystyle {\frac {d}{d\tau }}M_{\mu \nu }=0}.

### Limite newtoniano
Il limite newtoniano è il limite in cui le equazioni della meccanica relativistica si riducono a quelle della meccanica classica. Questo limite può essere costruito quando la velocità dei corpi è molto minore rispetto a quella della luce; oppure, in modo equivalente, quando la velocità della luce, considerata come un parametro, è mandata ad infinito.
Il fattore di Lorentz  può essere sviluppato in serie di Taylor o in serie binomiale per {\displaystyle (v/c)^{2}<1}, ottenendo:
{\displaystyle \gamma ={\dfrac {1}{\sqrt {1-(v/c)^{2}}}}=\sum _{n=0}^{\infty }\left({\dfrac {v}{c}}\right)^{2n}\prod _{k=1}^{n}\left({\dfrac {2k-1}{2k}}\right)=1+{\dfrac {1}{2}}\left({\dfrac {v}{c}}\right)^{2}+{\dfrac {3}{8}}\left({\dfrac {v}{c}}\right)^{4}+{\dfrac {5}{16}}\left({\dfrac {v}{c}}\right)^{6}+\cdots }
e di conseguenza
{\displaystyle E-mc^{2}={\frac {1}{2}}mv^{2}+{\frac {3}{8}}{\frac {mv^{4}}{c^{2}}}+{\frac {5}{16}}{\frac {mv^{6}}{c^{4}}}+\cdots ;}
{\displaystyle \mathbf {p} =m\mathbf {v} +{\frac {1}{2}}{\frac {mv^{2}}{c^{2}}}\mathbf {v} +{\frac {3}{8}}{\frac {mv^{4}}{c^{4}}}\mathbf {v} +{\frac {5}{16}}{\frac {mv^{6}}{c^{6}}}\mathbf {v} +\cdots .}
Per velocità molto più piccole rispetto a quella della luce, è possibile trascurare i termini che hanno al denominatore {\displaystyle c^{2}} e superiori. Queste formule quindi si riducono alle definizioni standard newtoniane di energia cinetica e quantità di moto, siccome a basse velocità la relatività ristretta deve concordare con la meccanica classica.

### Annotazioni
1. ↑  Semplici esempi di trasformazioni che lasciano invariante la metrica di Minkowski sono le trasformazioni di parità {\displaystyle \mathbf {x} \rightarrow -\mathbf {x} } e di inversione temporale {\displaystyle t\rightarrow -t}.
2. ↑  Questa definizione è valida solo nel caso di una particella massiva, per una particella priva di massa come il fotone il quadrimpulso può essere definito direttamente a partire dall'energia e dalla quantità di moto di un'onda elettromagnetica.
3. ↑  Questa spiegazione si presta tuttavia al rischio di lasciar intendere che i corpi in moto acquistino effettivamente una massa maggiore di quelli fermi. Invece due osservatori in moto relativo saranno discordi circa la loro massa relativistica, dato che la massa relativistica dipende dal sistema di riferimento utilizzato e non rappresenta una caratteristica fisica intrinseca dei corpi.
4. ↑  E' importante notare che l'energia totale del sistema è conservata, perciò in termini netti non vi è alcuna creazione di nuova energia. Tuttavia, parte dell'energia di legame del nucleo originario si trova dopo il decadimento in forma libera trasportata ad esempio da un raggio gamma, pronta per essere assorbita dal liquido refrigerante dei reattori nucleari, che scaldandosi può avviare il moto delle turbine della centrale.